# Carlos Moneta (gobernador)
Carlos Moneta (Buenos Aires, 16 de febrero de 1879-11 de noviembre de 1972) fue un militar argentino, perteneciente a la Armada, que se desempeñó como gobernador del Territorio Nacional de Tierra del Fuego entre 1935 y 1939.

## Biografía
Nació en Buenos Aires en 1879. Ingresó a la Armada Argentina en 1895, integrando la Promoción 25 de la Escuela Naval Militar en 1898. Participó en el primer viaje de la fragata ARA Presidente Sarmiento. En 1909 asistió a la Escuela de Aplicación para Oficiales.
A lo largo de su carrera, fue comandante de los transportes ARA 1 de Mayo, ARA Chaco y ARA Guardia Nacional, del cañonero ARA Rosario y del crucero acorazado ARA General Belgrano. Se desempeñó también como director de la Escuela de Radiotelegrafistas, jefe de instrucción y segundo jefe en la Base Naval Puerto Belgrano, profesor en la Escuela Naval Militar, jefe de Estado Mayor de Divisiones Navales, entre otros puestos.
Entre 1925 y 1929 fue agregado naval de Argentina en Alemania, siendo su primer titular. En el puesto, buscó contactos para la construcción de submarinos para la Armada Argentina. En 1929 estuvo destinado en Livorno (Italia). Pasó a retiro con grado de capitán de navío en 1930 y se desempeñó como subprefecto de policía en la ciudad de Buenos Aires hasta 1932, designado por el gobierno de facto de José Félix Uriburu.
En noviembre de 1935 fue designado gobernador del Territorio Nacional de Tierra del Fuego por el presidente Agustín Pedro Justo, ocupando el cargo hasta junio de 1939. Durante su mandato, se tendieron líneas telefónicas hacia el norte de la isla Grande, alcanzando el lago Fagnano en 1938 y Río Grande al año siguiente. También se estableció comunicación terrestre semanal entre Ushuaia y Río Grande.
Falleció en noviembre de 1972.